# Fezouata
Fezouata (àrab: فزواطة, Fazwāṭa; amazic: ⴼⵣⵡⴰⵟⴰ) és una comuna rural de la província de Zagora, a la regió de Drâa-Tafilalet, al Marroc. Segons el cens de 2014 tenia una població total de 9.416 persones.